# Tschechische Fußballnationalmannschaft/Europameisterschaften
Der Artikel beinhaltet eine ausführliche Darstellung der tschechischen Fußballnationalmannschaft bei Europameisterschaften und den Qualifikationen dazu. Tschechien nimmt 2024 zum achten Mal an der Europameisterschafts-Endrunde teil und konnte sich seit der Aufspaltung der Tschechoslowakei und als einzige nach den Umbrüchen im Ostblock neu entstandene Mannschaft immer qualifizieren. Auf dem Gebiet des heutigen Tschechien geborene Spieler stellten von 1960 bis 1976 einen bedeutenden Anteil der tschechoslowakischen Mannschaft. Die Erfolge der tschechoslowakischen Mannschaft werden von der UEFA nun der tschechischen Mannschaft zugerechnet und mit den gemeinsamen Resultaten werden sie auf Platz 8 der Rangliste geführt.

## Übersicht
| Jahr | Gastgeberland           | Teilnahme bis … | Letzte(r) Gegner                  | Ergebnis | Trainer          | Bemerkungen und Besonderheiten |
| ---- | ----------------------- | --------------- | --------------------------------- | -------- | ---------------- | --- |
| 1996 | England                 | Finale          | Deutschland                       | 2. Platz | Dušan Uhrin      | Niederlage durch Golden Goal |
| 2000 | Niederlande und Belgien | Vorrunde        | Niederlande, Frankreich, Dänemark | 10.      | Jozef Chovanec   | Nach zwei Niederlagen und einem Sieg als Gruppendritter ausgeschieden. |
| 2004 | Portugal                | Halbfinale      | Griechenland                      | 3.       | Karel Brückner   | Niederlage in der Verlängerung |
| 2008 | Österreich und Schweiz  | Vorrunde        | Schweiz, Portugal, Türkei         | 11.      | Karel Brückner   | Nach einem Sieg und zwei Niederlagen als Gruppendritter ausgeschieden. |
| 2012 | Polen und Ukraine       | Viertelfinale   | Portugal                          | 6.       | Michal Bílek     | Gruppensieger nach einer Auftaktniederlage gegen Russland und zwei anschließenden Siegen, Aus im Viertelfinale gegen Portugal (0:1) |
| 2016 | Frankreich              | Vorrunde        | Spanien, Kroatien, Türkei         | 21.      | Pavel Vrba       | Nach Niederlagen gegen Spanien und die Türkei sowie einem Remis gegen Kroatien als Gruppenletzter ausgeschieden |
| 2021 | Europa                  | Viertelfinale   | Dänemark                          | 6.       | Jaroslav Šilhavý | Tschechien hatte zunächst zusammen mit der Slowakei Interesse an einer Zweier-Kandidatur bekundet. Nachdem entschieden wurde die Endrunde in mehreren europäischen Städten auszurichten, hatte sich Tschechien mit dem noch zu bauenden Neuen Nationalstadion in Prag für die Ausrichtung von Spielen beworben, später aber zurückgezogen. In der Qualifikation setzten sich die Tschechen gemeinsam mit England gegen das Kosovo, Bulgarien und Montenegro durch. England ist neben Kroatien und Schottland, das sich über die Playoffs qualifizierte, auch Gegner bei der Endrunde. |
| 2024 | Deutschland             | Vorrunde        | Portugal, Georgien, Türkei        | 22.      | Ivan Hašek       | Als Gruppenzweiter hinter Albanien, vor Polen, Moldawien und den Färöer qualifiziert. |

## Endrunden mit 16 Teilnehmern

### EM 1996

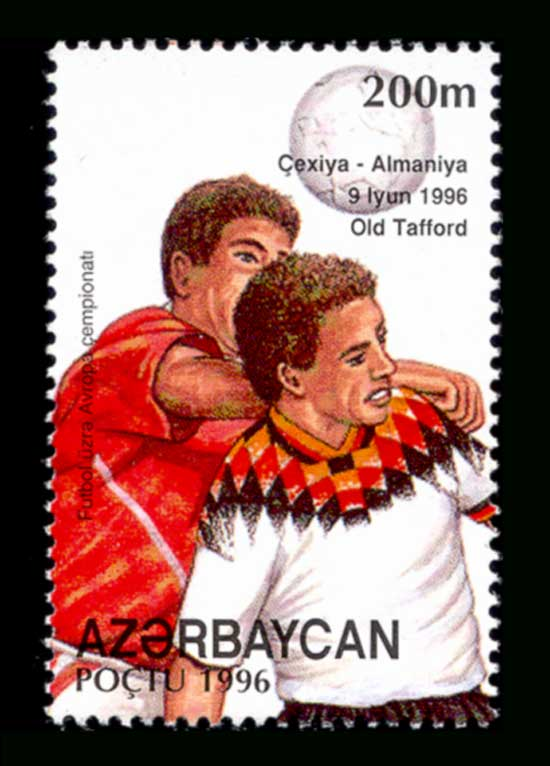
Aserbaidschanische Briefmarke zum EM-Gruppenspiel gegen Deutschland

Das erste große Fußballturnier, an dem die tschechische Nationalmannschaft teilnahm, war die EM 1996 in England. Trainiert wurden sie seit 1994 von Dušan Uhrin. Qualifiziert hatten sich die Tschechen gegen die Niederlande sowie Norwegen, Belarus, Luxemburg und Malta, von denen wie die Tschechen auch die Belarussen erstmals an der Qualifikation teilnahmen. Tschechen und Niederländer gewannen beide je sechs Spiele. Die Tschechen verloren aber nur in Luxemburg, während die Niederländer in Tschechien und Belarus verloren. Damit wurden die Tschechen Gruppenerster und qualifizierten sich direkt. Die Niederländer mussten als zweitschlechtester Gruppenzweiter gegen Irland, den schlechtesten Gruppenzweiten, in einem Entscheidungsspiel um den letzten freien Platz in Liverpool antreten und gewannen mit 2:0.
In England traf die Mannschaft im ersten Gruppenspiel auf Vizeeuropameister Deutschland und verlor mit 0:2. Im zweiten Spiel gegen Vizeweltmeister Italien gewannen sie mit 2:1, wobei der nach der EM zu Lazio Rom wechselnde Pavel Nedvěd bereits in der fünften Minute das erste EM-Tor für die tschechische Mannschaft schoss. Im letzten Gruppenspiel gegen Russland führten die Tschechen auch früh mit 2:0. In der zweiten Halbzeit konnten aber die bereits ausgeschiedenen Russen das Spiel drehen und mit 3:2 in Führung gehen, womit auch die Tschechen ausgeschieden wären. In der Schlussminute gelang dann dem erst in der zweiten Halbzeit eingewechselten Vladimír Šmicer noch der Ausgleich. Damit waren Tschechien und Italien punktgleich, da Italien nach einem Sieg gegen Russland und der Niederlage gegen Tschechien, gegen Deutschland trotz Überlegenheit nur ein 0:0 erreicht hatte. Zwar hatten die Tschechen die schlechtere Tordifferenz, aber da sie das Spiel gegen Italien gewonnen hatten, kamen sie als Gruppenzweiter ins Viertelfinale. Dort trafen sie dann auf Portugal und gewannen in einem Spiel mit 10 gelben Karten mit 1:0, verloren aber Radoslav Látal durch Gelb-rote Karte.
Im Halbfinale gegen Frankreich, bei dem die Tschechen auf vier gesperrte Spieler verzichten mussten, gelang beiden Mannschaften in 120 Minuten kein Tor. Besser waren die ersten zehn Schützen beim Elfmeterschießen, die alle ins Tor trafen. Erst der sechste Franzose scheiterte am tschechischen Torhüter Petr Kouba. Als sechster tschechischer Schütze sorgte dann Kapitän Miroslav Kadlec für den Einzug ins Finale.
Hier trafen die Tschechen erneut auf Gruppengegner Deutschland. Nach einer torlosen ersten Halbzeit brachte der in Deutschland spielende Patrik Berger die Tschechen durch einen verwandelten Foulelfmeter in Führung. Diese hielt bis zur 73. Minute, dann gelang dem kurz zuvor eingewechselten Oliver Bierhoff der Ausgleich. Da beiden Mannschaften danach in der regulären Spielzeit kein Tor mehr gelang, gab es Verlängerung. In dieser erzielte Bierhoff dann per Golden Goal den Siegtreffer für die Deutschen, die damit als erste Mannschaft zum dritten Mal Europameister wurden, aber danach 12 Jahre lang bis 2008 kein EM-Spiel mehr gewannen. Da Deutschland als Europameister auf die Teilnahme am FIFA-Konföderationen-Pokal 1997 verzichtete, vertraten die Tschechen dort Europa und belegten den dritten Platz, scheiterten aber bei der Qualifikation für die WM 1998.

### EM 2000
In die Qualifikation für die EM 2000 gingen die Tschechen mit Jozef Chovanec als Nationaltrainer. In einer Gruppe mit Schottland, Bosnien und Herzegowina, Litauen und Estland und den Färöer gewannen sie alle zehn Spiele und belegten den ersten Platz. Schottland scheiterte als Gruppenzweiter in den Playoffspielen an England.
Bei der EM wurden sie in eine Todesgruppe mit Co-Gastgeber Niederlande, Weltmeister Frankreich und Dänemark gelost. Im ersten Spiel gegen die Niederlande hielten sie 88 Minuten lang das 0:0, dann erhielten die Niederländer in der 89. Minute einen Foulelfmeter zugesprochen, den der niederländische Kapitän Frank de Boer zum Siegtreffer verwandelte. Der bereits ausgewechselte Radoslav Látal erhielt auf der Bank sitzend wegen Reklamierens daraufhin die Rote Karte. Im zweiten Gruppenspiel gegen Frankreich verloren sie dann mit 1:2, so dass das letzte Spiel gegen Dänemark, das auch zuvor zweimal verloren hatte, keine Bedeutung mehr für das Turnier hatte. Mit 2:0 durch zwei Tore von Vladimír Šmicer verabschiedeten sich die Tschechen dann von der EM.

### EM 2004
Nach der verfehlten Qualifikation für die Fußball-Weltmeisterschaft 2002 hatte Karel Brückner das Amt des Nationaltrainers übernommen. Gruppengegner in der Qualifikation waren wieder einmal die Niederlande, der Nachbar Österreich, Moldawien und Belarus. Die Tschechen gaben nur beim 1:1 in den Niederlanden einen Punkt ab, ansonsten wurden alle Spiele gewonnen.
In der Vorrunde in Portugal traf die Mannschaft erneut auf Qualifikationsgegner Niederlande sowie Vizeweltmeister Deutschland und EM-Neuling Lettland. Gegen die Letten gerieten sie in der Nachspielzeit der ersten Halbzeit überraschend in Rückstand. In der zweiten Halbzeit konnten sie aber das Spiel drehen und mit 2:1 gewinnen. Im zweiten Spiel gegen die Niederlande lagen sie nach 19 Minuten mit 0:2 zurück, Jan Koller gelang aber vier Minuten später der Anschlusstreffer und in der zweiten Halbzeit konnten die Tschechen erneut das Spiel drehen. Damit waren sie vorzeitig für das Viertelfinale qualifiziert und Brückner schonte im abschließenden Gruppenspiel gegen Deutschland einige Stammspieler und setzte acht Spieler ein, die zuvor noch nicht zum Einsatz gekommen waren. Da die Deutschen zuvor nur zweimal remis gespielt hatten, benötigten sie einen Sieg, um das Viertelfinale zu erreichen und nach der 1:0-Führung in der 21. Minute durch Michael Ballack sah es auch danach aus. Aber bereits neun Minuten später gelang Marek Heinz der Ausgleich und in der zweiten Halbzeit konnte der eingewechselte Milan Baroš mit seinem dritten Turniertor erneut das Spiel drehen. Tschechien hatte damit erstmals drei Gruppenspiele gewonnen, Deutschland schied dagegen als Gruppendritter aus, worauf der deutsche Teamchef Rudi Völler zurücktrat.
Im Viertelfinale trafen die Tschechen dann auf Dänemark und diesmal mussten sie das Spiel nicht drehen und gewannen souverän mit 3:0, wobei Baroš zwei weitere Tore erzielte. Im Halbfinale trafen sie dann auf die Überraschungsmannschaft aus Griechenland. Da sich Kapitän Pavel Nedvěd in der ersten Halbzeit im griechischen Strafraum bei einem Zweikampf eine Knieverletzung zuzog, und bereits nach 40 Minuten ausgewechselt werden musste, kam das tschechische Angriffsspiel nicht in Schwung, zumal die Griechen ihre Defensivtaktik immer mehr perfektioniert hatten. Beiden gelang daher in der regulären Spielzeit kein Tor, und auch die erste Halbzeit der Verlängerung blieb zunächst torlos. In der Nachspielzeit gelang dann dem griechischen Libero Traianos Dellas ein Tor und da die Silver-Goal-Regel galt, wurde die zweite Hälfte der Verlängerung nicht mehr angepfiffen. Griechenland konnte dann auch das Finale gegen Gastgeber Portugal gewinnen und wurde sensationell Europameister. Mit fünf Toren war Milan Baroš aber bester Torschütze des Turniers.

### EM 2008

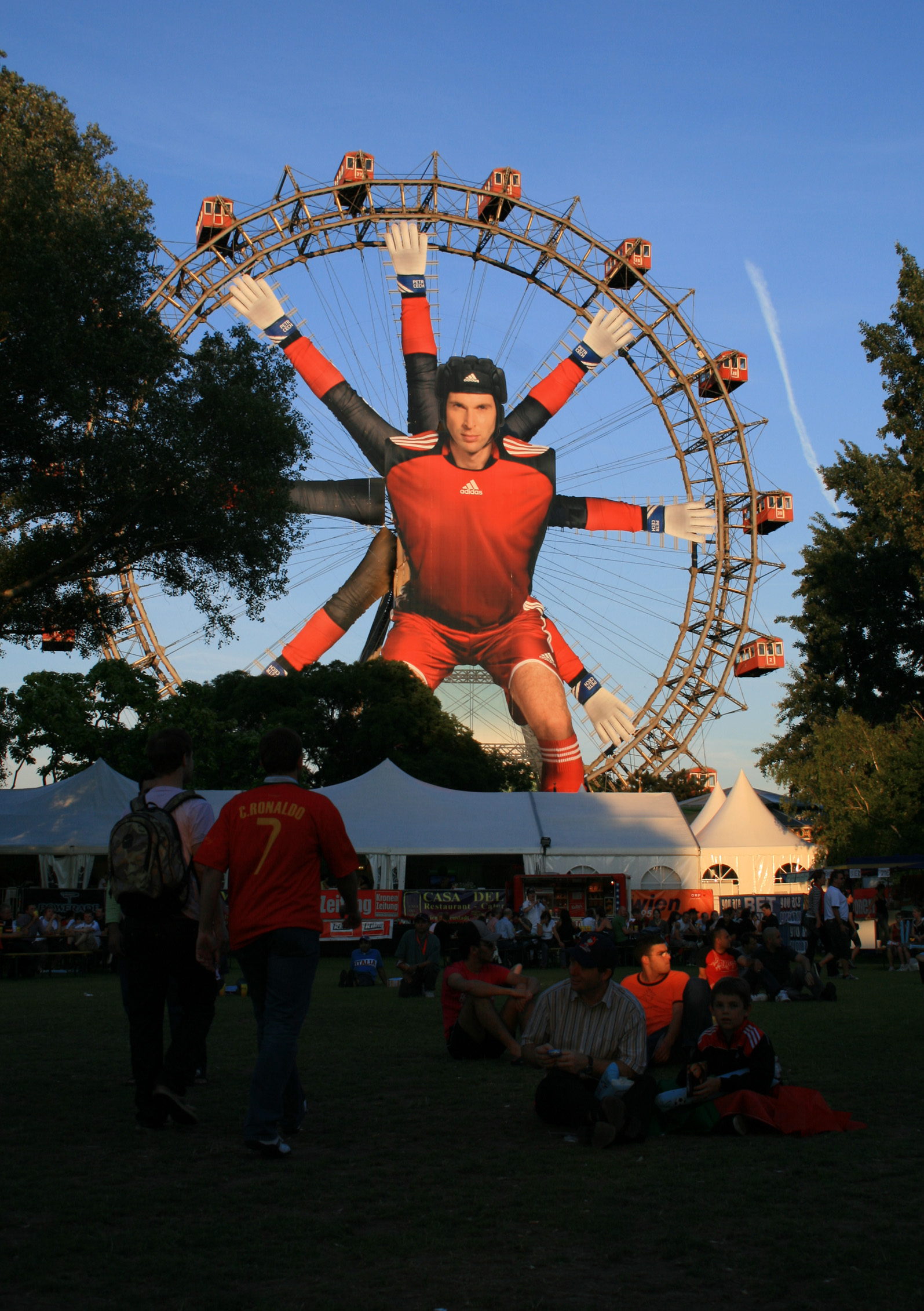
Petr Čech auf dem Wiener Riesenrad während der EM 2008

In der Qualifikation zur Europameisterschaft 2008 konnte sich Tschechien als Gruppensieger vor den ebenfalls qualifizierten Deutschen durchsetzen. Dabei wurde nur das Heimspiel gegen Deutschland verloren, das Rückspiel in Deutschland gegen die bereits qualifizierten Deutschen aber mit 3:0 gewonnen. Tschechien kassierte dabei ebenso wie Frankreich und die Niederlande in 12 Spielen nur fünf Gegentore. Neben Deutschland trafen die Tschechen dabei auf Irland, das mit 10 Punkten Rückstand Dritter wurde, sowie die Slowakei, Wales, Zypern und San Marino, gegen das mit 7:0 einer der drei höchsten Siege der Tschechen gelang.
Beim Endrundenturnier wurden die Tschechen in eine Gruppe mit Co-Gastgeber Schweiz gelost. Weitere Gegner waren Portugal und die Türkei. Im Eröffnungsspiel konnte die Schweiz mit 1:0 bezwungen werden. Gegen Portugal folgte dann ein 1:3. Damit waren Tschechen und Türken vor dem letzten Gruppenspiel punktgleich. Der Sieger würde ins Viertelfinale einziehen, der Verlierer ausscheiden. Bei einem Remis hätte es ein Elfmeterschießen um den zweiten Gruppenplatz gegeben. Tschechien führte bis zur 75. Minute mit 2:0, dann kippte das Spiel. Zunächst gelang den Türken das Anschlusstor, dann drei Minuten vor dem Spielende der Ausgleich. Als schon alles mit einem Elfmeterschießen rechnete, gelang den Türken noch der Siegtreffer. Danach wurde es turbulent. Zunächst erhielt der türkische Torhüter in der Nachspielzeit die Rote Karte, dann die Tschechen Tomáš Ujfaluši und der auf der Bank sitzende Milan Baroš die Gelbe Karte. Für Tschechien war die EM damit beendet. Karel Brückner verlängerte daraufhin seinen auslaufenden Vertrag nicht. Ihm folgte wenig erfolgreich Petr Rada. Die Türken stießen nach einem dramatischen Viertelfinale gegen Kroatien bis ins Halbfinale vor, wo sie durch ein last-minute-Tor gegen Deutschland verloren.

### EM 2012
Vier Jahre später konnte sich Tschechien dann nur über die Playoff-Spiele der Gruppenzweiten qualifizieren. In der Gruppenphase hatten sie hinter Welt- und Europameister Spanien und vor Schottland, Litauen und Liechtenstein den zweiten Platz belegt. Verloren hatten die nun von Michal Bílek trainierten Tschechen dabei beide Spiele gegen Spanien und überraschend das erste Heimspiel gegen Litauen – dem einzigen Sieg der Litauer in der Qualifikation. Mit einem 4:1 im letzten Spiel in Litauen konnten sie dann aber noch die Schotten vom zweiten Platz verdrängen.
In der Vorrunde trafen die Tschechen auf Co-Gastgeber Polen, Griechenland und Russland, gegen das sie im ersten Spiel mit 1:4 untergingen. Gegen Griechenland gelang dann durch zwei Tore in den ersten sechs Minuten ein 2:1-Sieg, wobei Petr Jiráček nach 2:14 Minuten das drittschnellste Tor der EM-Geschichte gelang, und gegen Polen im letzten Spiel ein 1:0. Damit waren die Tschechen trotz der Auftaktniederlage Gruppensieger, da Russland im Parallelspiel überraschend gegen Griechenland verlor. Im Viertelfinale war wieder einmal Portugal der Gegner und ein Tor durch CR-7 reichte den Iberern zum Weiterkommen. Bílek blieb zunächst im Amt, trat im September 2013 aber aufgrund der verpassten Qualifikation zur Weltmeisterschaft 2014 als Nationaltrainer zurück.

## Endrunden mit 24 Teilnehmern

### EM 2016
In der Qualifikation traf Tschechien, das seit Anfang 2014 von Pavel Vrba trainiert wird, wieder einmal auf die Niederlande, die Türkei, Lettland, Island und erstmals auf Kasachstan. Bereits nach acht Spielen stand die Qualifikation für die Endrunde fest. Zwar wurde das vorletzte Gruppenspiel, das Heimspiel gegen die Türkei, verloren, mit einem Sieg in den Niederlanden konnte aber am letzten Spieltag der Gruppensieg perfekt gemacht werden. Da sich auch die Slowakei erstmals für die Endrunde qualifizierte, nehmen erstmals beide Nachfolgestaaten der Tschechoslowakei an einem großen Turnier teil. Zuvor gelang immer nur einer von beiden oder keiner die Qualifikation.
Für die Auslosung der Endrundengruppen kam Tschechien ebenso wie die Slowakei in Topf 3 und wurde der Gruppe mit Titelverteidiger Spanien, Kroatien und der Türkei zugelost. Im ersten Spiel gegen den Titelverteidiger waren die Tschechen mit dem 0:1 noch gut bedient. Gegen Kroatien lagen sie bis zur 75. Minute mit 0:2 zurück und dann konnte der acht Minuten zuvor eingewechselte Milan Škoda den Anschlusstreffer erzielen. Nachdem kroatische Zuschauer durch Krawalle auf der Tribüne in den Schlussminuten für eine Spielunterbrechung gesorgt hatten, nutzten sie die Verwirrung der kroatischen Spieler und drängten auf den Ausgleich, wozu sie durch einen Handelfmeter in der Nachspielzeit die Chance erhielten. Der erst während der Krawalle eingewechselte Tomáš Necid konnte diese Möglichkeit nutzen und den Tschechen den insgesamt glücklichen Ausgleich bescheren. Im letzten Gruppenspiel gegen die mit zwei Niederlagen gestarteten Türken mussten sie gewinnen um noch die K.-o.-Runde zu erreichen, verloren aber mit 0:2. Damit schieden die Tschechen als Gruppenletzte aus.

### EM 2021
Tschechien hatte zunächst zusammen mit der Slowakei Interesse an einer Zweier-Kandidatur bekundet. Nachdem entschieden wurde die Endrunde als paneuropäische Endrunde auszurichten, hatte sich Tschechien mit dem noch zu bauenden Neuen Nationalstadion in Prag für die Ausrichtung von Spielen beworben, später aber zurückgezogen. In der Qualifikation trafen die Tschechen, die seit Oktober 2018 von Jaroslav Šilhavý trainiert werden, auf England, das Kosovo, Bulgarien und Montenegro. Die Tschechen kassierten zum Auftakt der Qualifikation in England mit 0:5 die höchste Niederlage ihrer Länderspielgeschichte. Höher hatte auch die Tschechoslowakei nie verloren. Nach Heimsiegen gegen Bulgarien (2:1) und Montenegro (3:0) verloren sie im Kosovo mit 1:2. Die zweite Hälfte begannen sie mit einem 3:0-Sieg in Montenegro und konnten dann das Heimspiel gegen England mit 2:1 gewinnen. Durch ein 2:1 gegen das Kosovo am vorletzten Spieltag gelang die vorzeitige Qualifikation, so dass die abschließende 0:1-Niederlage in Bulgarien verschmerzt werden konnte.
Bei der Auslosung am 30. November 2019 wurden die Tschechen erneut in eine Gruppe mit England gelost. Weitere Gegner sind Kroatien und die Schotten, die sich im Herbst 2020 über die Play-offs als letzte Mannschaft qualifizieren konnten.

### EM 2024
Für die zweite EM in Deutschland konnten sich die Tschechen als Gruppenzweite hinter Albanien, vor Polen, Moldawien und den Färöer qualifizieren. Dabei verloren sie nur das Spiel in Albanien. Von den anderen sieben Spielen konnten sie vier gewinnen und spielten dreimal remis, u. a. daheim gegen Albanien, so dass sie hinter den punktgleichen Albanern aufgrund des direkten Vergleichs Gruppenzweite wurden. Gruppengegner bei der Endrunde sind wie 2008 Portugal und die Türkei sowie eine Mannschaft, die sich im Februar 2024 noch über Play-off-Pfad C qualifizieren kann. Dies wurde Georgien, das sich im Play-off-Finale im Elfmeterschießen gegen Griechenland durchsetzte. Die Tschechen starteten mit einer Last-Minute-Niederlage (1:2) gegen Portugal, kamen gegen EM-Neuling Georgien nur zu einem 1:1 und mussten gegen die Türkei auch noch eine Last-Minute-Niederlage (1:2) hinnehmen, wodurch sie als Gruppenletzte ausschieden. Negativrekord dieses Spieles waren 17 Gelbe, eine Gelb-Rote und eine Rote Karte.

## Spieler mit den meisten Einsätzen bei Europameisterschaften
| Spiele | Spieler           | Jahr (Spiele)                          |
| ------ | ----------------- | -------------------------------------- |
| 14     | Karel Poborský    | 1996 (6), 2000 (3), 2004 (5)           |
|        | Petr Čech         | 2004 (4), 2008 (3), 2012 (4), 2016 (3) |
| 12     | Pavel Nedvěd      | 1996 (5), 2000 (3), 2004 (4)           |
| 11     | Jaroslav Plašil   | 2004 (1), 2008 (3), 2012 (4), 2016 (3) |
|        | Vladimír Šmicer   | 1996 (5), 2000 (3), 2004 (3)           |
| 10     | Milan Baroš       | 2004 (5), 2008 (1), 2012 (4)           |
|        | Jan Koller        | 2000 (3), 2004 (4), 2008 (3)           |
|        | Tomáš Rosický     | 2000 (2), 2004 (4), 2012 (2), 2016 (2) |
|        | Jiří Němec        | 1996 (6), 2000 (3)                     |
| 8      | Radek Bejbl       | 1996 (5), 2004 (3)                     |
|        | Tomáš Galásek     | 2004 (5), 2008 (3)                     |
|        | Marek Jankulovski | 2000 (1), 2004 (4), 2008 (3)           |
|        | Vladimír Coufal   | 2021 (5), 2024 (3)                     |
|        | Tomáš Holeš       | 2021 (5), 2024 (3)                     |
|        | Tomáš Souček      | 2021 (5), 2024 (3)                     |
| 7      | Patrik Schick     | 2021 (5), 2024 (2)                     |

Stand: 26. Juni 2024

## Spieler mit den meisten Toren bei Europameisterschaften
| Tore | Spieler         | Jahr (Tore)                  |
| ---- | --------------- | ---------------------------- |
| 6    | Patrik Schick   | 2021 (5), 2024 (1)           |
| 5    | Milan Baroš     | 2004 (5), 2008 (0), 2012 (0) |
| 4    | Vladimír Šmicer | 1996 (1), 2000 (2), 2004 (1) |
| 3    | Jan Koller      | 2000 (0), 2004 (2), 2008 (1) |
|      | Zdeněk Nehoda*  | 1976 (1), 1980 (2)           |
| 2    | 4 Spieler       |                              |
| 1    | 13 Spieler      |                              |

Anmerkung: * Für die Tschechoslowakei
Stand: 26. Juni 2024

## Bei Europameisterschaften gesperrte Spieler
- 1996 erhielt Miroslav Kadlec im zweiten Gruppenspiel die Gelbe Karte und war für das dritte Gruppenspiel gesperrt. In diesem erhielt Pavel Nedvěd ebenfalls die zweite Gelbe Karte und war für das Viertelfinale gesperrt. Dort erhielt Radoslav Látal die Gelb-rote Karte und durfte daher im Halbfinale ebenso pausieren wie die durch die zweiten Gelben Karten gesperrten Radek Bejbl, Pavel Kuka und Jan Suchopárek.
- 2000 erhielt Radoslav Látal im ersten Gruppenspiel auf der Bank sitzend die Rote Karte und war für das zweite Gruppenspiel gesperrt. Im letzten Gruppenspiel erhielt Karel Poborský die zweite Gelbe Karte, die aber keinen Effekt hatte, da Tschechien ausschied.
- 2004 erhielt Tomáš Galásek im Halbfinale die zweite Gelbe Karte, die aber keinen Effekt hatte.
- 2012 erhielt David Limberský im Viertelfinale die zweite Gelbe Karte, die aber keinen Effekt hatte.
- 2016 war Marek Suchý durch die im letzten Spiel der Qualifikation erhaltene Rote Karte mindestens für das erste Gruppenspiel der Endrunde gesperrt. Im Turnier wurde er nicht eingesetzt.
- 2021 erhielt Jan Bořil im letzten Gruppenspiel die zweite Gelbe Karte und war für das Achtelfinale gesperrt.
- 2024 erhielten Patrik Schick und Tomáš Souček im dritten Gruppenspiel die zweite Gelbe Karte, die aber keine Wirkung mehr hat, da die Tschechen ausschieden. Tomáš Chorý erhielt nach Spielende die Rote Karte und Antonín Barák im Spiel die Gelb-Rote Karte, womit beide für das erste Nations-League-Spiel gegen Georgien gesperrt sind.

## Anteil der im Ausland spielenden Spieler im EM-Kader
Legionäre stellten im tschechischen Kader bis auf 1996 und 2024 immer das Hauptkontingent, wobei nach 2008 ein Rückgang zu verzeichnen ist. Die meisten spielten in Deutschland.
| Jahr (Spiele) | Anzahl (Länder) | Spieler (Einsätze) |
| ------------- | --- | --- |
| 1996 (6)      | 7 (5 in Deutschland, 1 in England, 1 in der Schweiz)                                                                   | Patrik Berger (6), Miroslav Kadlec (5), Pavel Kuka (5), Radoslav Látal (4), Jiří Němec (6); Pavel Srníček (0); Václav Němeček (4) |
| 2000 (3)      | 12 (1 in Belgien, 3 in Deutschland, 3 in England, 2 in Italien, 1 in Österreich, 1 in Portugal, 1 in Spanien)          | Jan Koller (3); Pavel Kuka (2), Radoslav Látal (1), Jiří Němec (3); Patrik Berger (1), Vladimír Šmicer (3), Pavel Srníček (3); Pavel Nedvěd (3), Tomáš Řepka (3); Ladislav Maier (0); Karel Poborský (3); Radek Bejbl (3) |
| 2004 (5)      | 18 (1 in Belgien, 5 in Deutschland, 2 in England, 3 in Frankreich, 3 in Italien, 2 in den Niederlanden, 2 in Russland) | David Rozehnal (3); Jan Koller (4), Vratislav Lokvenc (1), Tomáš Rosický (4), Roman Týce (1), Tomáš Ujfaluši (4); Milan Baroš (5), Vladimír Šmicer (3); Petr Čech (4), Jaroslav Plašil (1), Štěpán Vachoušek (1); Marek Jankulovski (4), Martin Jiránek (4), Pavel Nedvěd (4); Tomáš Galásek (5), Zdeněk Grygera (4); Antonín Kinský (0), Pavel Mareš (1)                                   |
| 2008 (3)      | 20 (3 in Belgien, 2 in Dänemark, 6 in Deutschland, 3 in England, 4 in Italien, 1 in Russland, 1 in Spanien)            | Jan Polák (3), Stanislav Vlček (3), Daniel Zítka (0); Zdeněk Pospěch (0), Libor Sionko (3); Jaromír Blažek (0), Martin Fenin (0), Tomáš Galásek (3), David Jarolím (3), Jan Koller (3), Rudolf Skácel (0); Milan Baroš (1), Petr Čech (3), Marek Matějovský (2); Zdeněk Grygera (3), Marek Jankulovski (3), David Rozehnal (3), Tomáš Ujfaluši (3); Radoslav Kováč (1); Jaroslav Plašil (3) |
| 2012 (4)      | 15 (5 in Deutschland, 2 in England, 1 in Frankreich, 2 in Russland, 2 in der Türkei, 2 in der Ukraine, 1 in Zypern)    | Jaroslav Drobný (0), Roman Hubník (1), Petr Jiráček (4), Michal Kadlec (4), Tomáš Pekhart (3); Petr Čech (4), Tomáš Rosický (2); Jaroslav Plašil (4); Tomáš Necid (0), Marek Suchý (0); Milan Baroš (4), Tomáš Sivok (4); Tomáš Hübschman (4), Jan Laštůvka (0); Jan Rezek (3) |
| 2016 (3)      | 14 (3 in Deutschland, 4 in England, 1 in Frankreich, 2 in der Schweiz, 4 in der Türkei)                                | Vladimír Darida (3), Pavel Kadeřábek (3), Theodor Gebre Selassie; Petr Čech (3), Daniel Pudil (1), Tomáš Rosický (2), Jiří Skalák (1); Jaroslav Plašil (3); Marek Suchý, Tomáš Vaclík; Michal Kadlec, Tomáš Necid (3), David Pavelka (2), Tomáš Sivok (3) |
| 2021 (5)      | 15 (4 in Deutschland, 4 in England, 1 in Griechenland, 3 in Italien, 1 in Polen, 1 in Russland, 1 in Spanien)          | Vladimír Darida (4), Pavel Kadeřábek (1), Tomáš Koubek, Patrik Schick (5); Vladimír Coufal (5), Tomáš Kalas 1 (5), Tomáš Souček (5), Matěj Vydra (3); Michal Krmenčík (4); Antonín Barák (3), Jakub Jankto (5), Aleš Matějů 2; Tomáš Pekhart (1); Alex Král (4); Tomáš Vaclík (5) |
| 2024 (3)      | 10 (5 in Deutschland, 2 in England, 1 in Italien, 1 in den Niederlanden, 1 in Österreich)                              | Václav Černý (1), Adam Hložek (2), David Jurásek (2), Matěj Kovář (0), Patrik Schick (2); Vladimír Coufal (3), Tomáš Souček (3); Antonín Barák (3); Ondřej Lingr (3); Vítězslav Jaroš (0) |

Stand: 26. Juni 2024

## Rekorde
- Die längsten Siegesserien in Folge ohne Elfmeterschießen: 5 Siege – Tschechien (2000 bis 2004), Frankreich (1984) und Niederlande (1988 bis 1992)
- Bei der EM 2021 erzielte Patrik Schick beim 2:0-Sieg gegen Schottland das Tor aus weitester Entfernung (45 m) seit Beginn der Datenerfassung 1980[6]

### Gegner
- Erste Gelb-Rote Karte: Luigi Apolloni (Italien) am 14. Juni 1996 in der 29. Minute des Gruppenspiels Tschechien – Italien

## Spiele
Tschechien bestritt 32 EM-Spiele, davon wurden zwölf gewonnen und 15 wurden verloren, fünf endeten remis. Drei Spiele mussten verlängert werden, wovon je eins durch Golden Goal und Silver Goal verloren, sowie eins im Elfmeterschießen gewonnen wurde.
Tschechien bestritt einmal das Eröffnungsspiel gegen den Co-Gastgeber (2008) und spielte noch viermal gegen andere Co-Gastgeber in der Vorrunde (2000, 2012 und 2021/2×), viermal gegen den späteren Europameister und 2016 erstmals gegen einen Titelverteidiger. Häufigste Gegner sind Portugal (4 Spiele), Deutschland, die Niederlande und die Türkei, gegen die bisher je dreimal gespielt wurde.
- Gegen folgende Länder gelang der höchste Sieg bei einem EM-Turnier.
  -  Dänemark: Vorrunde 2000 3:0 (höchster EM-Sieg)
  -  Griechenland: Vorrunde 2012 2:1 (einziger Sieg gegen Griechenland)
  -  Italien: Vorrunde 1996 2:1 (erster Sieg gegen Italien, zudem ein 1:0 in einem Freundschaftsspiel)
  -  Portugal: Viertelfinale 1996 1:0 (einziger Sieg gegen Portugal)
  -  Schottland: Vorrunde 2021 2:0 (zudem ein 3:1 in einem Freundschaftsspiel)
- Gegen mehrere Länder kassierte die tschechische Mannschaft ihre höchste Niederlage bei einem EM-Turnier:
  -  Frankreich: Vorrunde 2000 1:2 (einzige Niederlage gegen Frankreich)
  -  Griechenland: Halbfinale 2004 0:1 n. V. (einzige Niederlage gegen Griechenland)
  -  Portugal: Vorrunde 2012 1:3
  -  Türkei: Vorrunde 2008 0:2 (zudem ein 0:2 in der Qualifikation für die EM 2016)

| Alle EM-Spiele |            |              |           |               |       |                     |                                      |
| Nr.            | Datum      | Gegner       | Ergebnis  | Anlass        | A/H/* | Austragungsort      | Bemerkungen                          |
| 1              | 09.06.1996 | Deutschland  | 0:2       | Vorrunde      | *     | Manchester (ENG)    | Erstes Länderspiel gegen Deutschland |
| 2              | 14.06.1996 | Italien      | 2:1       | Vorrunde      | *     | Liverpool (ENG)     | Erstes Länderspiel gegen Italien     |
| 3              | 19.06.1996 | Russland     | 3:3       | Vorrunde      | *     | Liverpool (ENG)     | Erstes Länderspiel gegen Russland    |
| 4              | 23.06.1996 | Portugal     | 1:0       | Viertelfinale | *     | Birmingham (ENG)    | Erstes Länderspiel gegen Portugal    |
| 5              | 26.06.1996 | Frankreich   | 0:0 n. V. | Halbfinale    | *     | Manchester (ENG)    | 6:5 i. E.                            |
| 6              | 30.06.1996 | Deutschland  | 1:2 n. V. | Finale        | *     | London (ENG)        | Golden Goal                          |
| 7              | 11.06.2000 | Niederlande  | 0:1       | Vorrunde      | A     | Amsterdam (NED)     |                                      |
| 8              | 16.06.2000 | Frankreich   | 1:2       | Vorrunde      | *     | Brügge (BEL)        |                                      |
| 9              | 21.06.2000 | Dänemark     | 2:0       | Vorrunde      | *     | Lüttich (BEL)       |                                      |
| 10             | 15.06.2004 | Lettland     | 2:1       | Vorrunde      | *     | Aveiro (POR)        | Erstes Länderspiel gegen Lettland    |
| 11             | 19.06.2004 | Niederlande  | 3:2       | Vorrunde      | *     | Aveiro (POR)        |                                      |
| 12             | 23.06.2004 | Deutschland  | 2:1       | Vorrunde      | *     | Lissabon (POR)      |                                      |
| 13             | 27.06.2004 | Dänemark     | 3:0       | Viertelfinale | *     | Porto (POR)         |                                      |
| 14             | 01.07.2004 | Griechenland | 0:1 n. V. | Halbfinale    | *     | Porto (POR)         | Silver Goal                          |
| 15             | 07.06.2008 | Schweiz      | 1:0       | Vorrunde      | A     | Basel (SUI)         |                                      |
| 16             | 11.06.2008 | Portugal     | 1:3       | Vorrunde      | *     | Genf (SUI)          |                                      |
| 17             | 15.06.2008 | Türkei       | 2:3       | Vorrunde      | *     | Genf (SUI)          | Letztes Spiel unter Karel Brückner   |
| 18             | 08.06.2012 | Russland     | 1:4       | Vorrunde      | *     | Breslau (POL)       |                                      |
| 19             | 12.06.2012 | Griechenland | 2:1       | Vorrunde      | *     | Breslau (POL)       |                                      |
| 20             | 16.06.2012 | Polen        | 1:0       | Vorrunde      | A     | Breslau (POL)       |                                      |
| 21             | 21.06.2012 | Portugal     | 0:1       | Viertelfinale | *     | Warschau (POL)      |                                      |
| 22             | 13.06.2016 | Spanien (TV) | 0:1       | Vorrunde      | *     | Toulouse (FRA)      |                                      |
| 23             | 17.06.2016 | Kroatien     | 2:2       | Vorrunde      | *     | Saint-Étienne (FRA) |                                      |
| 24             | 21.06.2016 | Türkei       | 0:2       | Vorrunde      | *     | Lens (FRA)          | Letztes Spiel unter Pavel Vrba       |
| 25             | 14.06.2021 | Schottland   | 2:0       | Vorrunde      | A     | Glasgow (SCO)       |                                      |
| 26             | 18.06.2021 | Kroatien     | 1:1       | Vorrunde      | *     | Glasgow (SCO)       |                                      |
| 27             | 22.06.2021 | England      | 0:1       | Vorrunde      | A     | London (ENG)        |                                      |
| 28             | 27.06.2021 | Niederlande  | 2:0       | Achtelfinale  | *     | Budapest (HUN)      |                                      |
| 29             | 03.07.2021 | Dänemark     | 1:2       | Viertelfinale | *     | Baku (AZE)          |                                      |
| 30             | 18.06.2024 | Portugal     | 1:2       | Vorrunde      | *     | Leipzig (DEU)       |                                      |
| 31             | 22.06.2024 | Georgien     | 1:1       | Vorrunde      | *     | Hamburg (DEU)       | Erstes Spiel gegen Georgien          |
| 32             | 26.06.2024 | Türkei       | 1:2       | Vorrunde      | *     | Hamburg (DEU)       |                                      |